# Кубок вызова ЕКВ среди женщин 2019/2020
12-й розыгрыш Кубка вызова ЕКВ среди женщин (47-й с учётом Кубка обладателей кубков и Кубка топ-команд) проходил с 5 ноября 2019 года с участием 36 команд из 23 стран-членов Европейской конфедерации волейбола. Из-за пандемии коронавируса COVID-19 соревнования не были завершены.

## Система квалификации
Места в Кубке вызова ЕКВ 2019/2020 были распределены по рейтингу ЕКВ на сезон 2019/2020, учитывающему результаты выступлений клубных команд стран-членов ЕКВ в Кубке ЕКВ и Кубке вызова ЕКВ на протяжении трёх сезонов (2015/2016—2017/2018). Согласно ему все страны-члены ЕКВ получили возможность заявить своих представителей в розыгрыш Кубка вызова. 
Страны с рейтинговыми очками, получившие возможность включить своих представителей в розыгрыш Кубка вызова ЕКВ 2019/2020 (в скобках — представительство согласно рейтингу): Швейцария, Румыния, Бельгия, Франция, Венгрия, Чехия, Греция, Финляндия, Сербия, Белоруссия, Украина, Словения (все — по 2 команды), Турция, Россия, Германия, Италия, Израиль, Польша, Азербайджан, Босния и Герцеговина, Нидерланды, Болгария, Хорватия, Австрия, Испания, Эстония, Косово, Кипр, Словакия, Португалия, Норвегия, Черногория, Люксембург, Дания, Лихтенштейн  (все — по одной команде). Из стран, не имеющих рейтинговых очков, заявки поступили только от Швеции и Латвии. Отказались от участия команды Бельгии, Италии, Сербии, Белоруссии, Польши, Азербайджана, Боснии и Герцеговины, Нидерландов, Хорватии, Эстонии, Кипра, Норвегии, Черногории, Лихтенштейна и стран, не имеющих рейтинговых очков (кроме Швеции и Латвии). Только одну команду вместо двух заявили Франция и Украина. По одному дополнительному месту в розыгрыше получили: Турция, Германия, Швейцария, Венгрия, Греция и Словакия.

## Команды-участницы
| Страна     | Команда                                   |
| ---------- | ----------------------------------------- |
| Турция     | «Тюрк Хава Йоллары» (Стамбул)             |
| Турция     | «Бейликдюзю Ихтисас» (Стамбул)            |
| Россия     | «Енисей» (Красноярск)                     |
| Германия   | «Дрезднер» (Дрезден)                      |
| Германия   | «Ледис ин Блэк» (Ахен)                    |
| Швейцария  | «Пфеффинген» (Пфеффинген)                 |
| Швейцария  | «Канти» (Шаффхаузен)                      |
| Швейцария  | «Лугано» (Лугано)                         |
| Румыния    | «Штиинца» (Бакэу)                         |
| Румыния    | «Лугож» (Лугож)                           |
| Франция    | «Безье» (Безье)                           |
| Венгрия    | «Светельски-Бекешчаба» (Бекешчаба)        |
| Венгрия    | «Уйпешт ТЕ» (Будапешт)                    |
| Венгрия    | «Диамант» (Капошвар)                      |
| Чехия      | «Дукла» (Либерец)                         |
| Чехия      | «Олимп» (Прага)                           |
| Греция     | «Олимпиакос» (Пирей)                      |
| Греция     | «Тирас» (Тира)                            |
| Греция     | «Порфирас» (Пирей)                        |
| Финляндия  | «Пёлкки Куусамон» (Куусамо)               |
| Финляндия  | «Вампула» (Гуйттинен)                     |
| Украина    | «Прометей» (Каменское)                    |
| Словения   | «Кальцит» (Камник)                        |
| Словения   | «Шемпетер» (Шемпетер при Горици)          |
| Израиль    | «Хапоэль» (Кфар-Сава)                     |
| Болгария   | «Левски» (София)                          |
| Австрия    | «АСКО Линц-Штег» (Линц)                   |
| Испания    | «ИБСА-Пальмас Гран-Канария» (Лас-Пальмас) |
| Косово     | «Дрита» (Гнилане)                         |
| Словакия   | «Славия» (Братислава)                     |
| Словакия   | «Пезинок» (Пезинок)                       |
| Португалия | «Кайруш» (Понта-Делгада)                  |
| Люксембург | «Вальфер» (Вальферданж)                   |
| Дания      | «Хольте» (Хольте)                         |
| Латвия     | «Ригас ВС» (Рига)                         |
| Швеция     | «Энгельхольм» (Энгельхольм)               |

## Система проведения розыгрыша
Во всех стадиях турнира применяется система плей-офф, то есть команды делятся на пары и проводят между собой по два матча с разъездами. Победителем пары выходит команда, одержавшая две победы. В случае равенства побед победителем становится команда, набравшая в рамках двухматчевой серии большее количество очков (за победу 3:0 и 3:1 даётся 3 очка, за победу 3:2 — 2 очка, за поражение 2:3 — 1, за поражение 1:3 и 0:3 очки не начисляются). Если обе команды при этом набрали одинаковое количество очков, то назначается дополнительный («золотой») сет, победивший в котором выходит в следующий раунд соревнований.

## Квалификационный раунд
«Лугано» —  «Вампула» (Гуйттинен) 
5 ноября. 3:0 (25:16, 25:22, 25:23).
20 ноября. 1:3 (19:25, 25:22, 23:25, 17:25). «Золотой» сет — 18:16.
 «Диамант» (Капошвар) —  «Тюрк Хава Йоллары» (Стамбул)
6 ноября. 0:3 (19:25, 23:25, 16:25).
19 ноября. 1:3 (25:23, 9:25, 9:25, 21:25).
 «Шемпетер» (Шемпетер при Горици) —  «Пезинок» 
6 ноября. 3:0 (25:18, 25:15, 29:27).
20 ноября. 3:0 (25:22, 25:21, 27:25).
 «Порфирас» (Пирей) —  «Олимпиакос» (Пирей)
6 ноября. 0:3 (11:25, 17:25, 11:25).
20 ноября. 0:3 (13:25, 18:25, 22:25).
В 1/16-финала к 4 победителям квалификационных серий матчей присоединились ещё 28 команд. 

## 1/16 финала
«Славия» (Братислава) —  «Бейликдюзю Ихтисас» (Стамбул)
4 декабря. 3:0 (25:20, 25:23, 25:21).
18 декабря. 0:3 (21:25, 20:25, 23:25). «Золотой» сет — 8:15.
 «Шемпетер» (Шемпетер при Горици) —  «АСКО Линц-Штег» (Линц)
5 декабря. 1:3 (21:25, 22:25, 25:18, 16:25).
18 декабря. 0:3 (10:25, 21:25, 15:25).
 «Тюрк Хава Йоллары» (Стамбул) —  «ИБСА-Пальмас Гран-Канария» (Лас-Пальмас) 
3 декабря. 3:0 (25:22, 25:21, 25:15).
4 декабря. 3:0 (25:22, 25:19, 25:15). Оба матча прошли в Стамбуле.
 «Лугож» —  «Дукла» (Либерец) 
4 декабря. 3:0 (28:26, 25:20, 25:13).
17 декабря. 2:3 (28:26, 19:25, 22:25, 25:17, 12:15).
 «Кайруш» (Понта-Делгада) —  «Штиинца» (Бакэу)
4 декабря. 0:3 (22:25, 14:25, 14:25).
18 декабря. 1:3 (25:27, 15:25, 25:15, 16:25).
 «Дрезднер» (Дрезден) —  «Прометей» (Каменское) 
4 декабря. 3:0 (26:24, 25:22, 25:13).
18 декабря. 3:0 (25:19, 25:10, 25:23).
 «Тирас» (Тира) —  «Дрита» (Гнилане) 
26 ноября. 3:0 (25:9, 25:7, 25:17).
27 ноября. 3:0 (25:22, 25:16, 25:21). Оба матча прошли в Тире.
 «Хольте» —  «Канти» (Шаффхаузен)
3 декабря. 0:3 (17:25, 18:25, 15:25).
18 декабря. 0:3 (21:25, 13:25, 14:25).
 «Энгельхольм» —  «Ледис ин Блэк» (Ахен)
3 декабря. 0:3 (15:25, 20:25, 15:25).
18 декабря. 0:3 (17:25, 15:25, 17:25).
 «Пфеффинген» —  «Левски» (София) 
4 декабря. 3:1 (25:21, 25:21, 26:28, 25:15).
19 декабря. 3:0 (25:19, 25:21, 25:23).
 «Лугано» —  «Пёлкки Куусамон» (Куусамо)
3 декабря. 0:3 (16:25, 15:25, 19:25).
18 декабря. 0:3 (22:25, 23:25, 18:25).
 «Вальфер» (Вальферданж) —  «Безье»
4 декабря. 0:3 (17:25, 9:25, 10:25).
18 декабря. 0:3 (14:25, 14:25, 15:25).
 «Ригас ВС» (Рига) —  «Светельски-Бекешчаба» (Бекешчаба)
4 декабря. 1:3 (25:21, 9:25, 15:25, 22:25).
18 декабря. 0:3 (16:25, 13:25, 8:25).
 «Кальцит» (Камник) —  «Олимп» (Прага) 
4 декабря. 3:1 (18:25, 25:23, 30:28, 25:18).
18 декабря. 1:3 (25:20, 16:25, 20:25, 20:25). «Золотой» сет — 15:11.
 «Олимпиакос» (Пирей) —  «Хапоэль» (Кфар-Сава) 
4 декабря. 3:0 (25:20, 25:15, 25:14).
19 декабря. 3:2 (25:12, 25:18, 15:25, 21:25, 15:12).
 «Уйпешт ТЕ» (Будапешт) —  «Енисей» (Красноярск)
4 декабря. 1:3 (18:25, 22:25, 25:22, 23:25).
18 декабря. 2:3 (27:25, 25:16, 14:25, 21:25, 5:15).

## 1/8 финала
«Бейликдюзю Ихтисас» (Стамбул) —  «АСКО Линц-Штег» (Линц)
Отказ команды «Бейликдюзю Ихтисас».
 «Лугож» —  «Тюрк Хава Йоллары» (Стамбул)
22 января. 0:3 (20:25, 19:25, 18:25).
4 февраля. 0:3 (15:25, 12:25, 17:25).
 «Дрезднер» (Дрезден) —  «Штиинца» (Бакэу) 
22 января. 3:0 (25:18, 25:11, 25:19).
5 февраля. 3:1 (25:21, 25:19, 25:27, 25:14).
 «Канти» (Шаффхаузен) —  «Тирас» (Тира)
22 января. 3:2 (25:15, 17:25, 25:23, 19:25, 16:14).
4 февраля. 1:3 (25:27, 17:25, 25:21, 17:25).
 «Ледис ин Блэк» (Ахен) —  «Пфеффиинген» 
22 января. 3:1 (23:25, 25:18, 25:23, 25:21).
5 февраля. 3:1 (25:27, 25:22, 25:22, 25:21).
 «Безье» —  «Пёлкки Куусамон» (Куусамо) 
22 января. 3:0 (28:26, 25:14, 25:17).
5 февраля. 3:2 (25:19, 27:25, 20:25, 24:26, 15:11).
 «Кальцит» (Камник) —  «Светельски-Бекешчаба» (Бекешчаба)
23 января. 0:3 (14:25, 19:25, 23:25).
6 февраля. 2:3 (25:22, 16:25, 21:25, 25:23, 12:15).
 «Енисей» (Красноярск) —  «Олимпиакос» (Пирей)
21 января. 1:3 (25:21, 20:25, 19:25, 18:25).
5 февраля. 1:3 (21:25, 17:25, 25:23, 24:26).

## Четвертьфинал
«АСКО Линц-Штег» (Линц) —  «Тюрк Хава Йоллары» (Стамбул)
20 февраля. 0:3 (14:25, 17:25, 15:25).
4 марта. 0:3 (13:25, 15:25, 16:25).
 «Тирас» (Тира) —  «Дрезднер» (Дрезден)
19 февраля. 3:1 (19:25, 26:24, 25:15, 25:17).
4 марта. 1:3 (19:25, 25:19, 21:25, 12:25). «Золотой» сет — 13:15.
 «Ледис ин Блэк» (Ахен) —  «Безье»
19 февраля. 0:3 (20:25, 21:25, 18:25).
4 марта. 0:3 (15:25, 22:25, 18:25).
 «Светельски-Бекешчаба» (Бекешчаба) —  «Олимпиакос» (Пирей)
18 февраля. 1:3 (26:24, 23:25, 19:25, 23:25).
3 марта. 3:2 (17:25, 17:25, 25:20, 25:21, 15:9).

## Решение о завершении соревнований
23 апреля 2020 решением Административного совета ЕКВ оставшаяся часть еврокубкового сезона не будет завершена из-за пандемии COVID-19, а все трофеи будут считаться неразыгранными